# 서지원 (1993년)
서지원(1993년 5월 5일 ~ )은 대한민국의 배우이다.

## 출연

### 방송

#### 드라마
- 2016년 KBS 2TV 《뷰티풀 마인드》 - 의사 역
- 2017년 MBC 드라마넷 《당찬 우리 동네》 - 서 비서 역
- 2017년 SBS 《엽기적인 그녀》
- 2018년 XtvN 《복수노트 2》 - 양아치 역
- 2019년 MBC 《이몽》 - 민병대 3 역
- 2021년 KBS 2TV 《미스 몬테크리스토》 - 신덕규 역
- 2025년 펄스픽 《남편이 벼락이나 맞았으면 좋겠어》

#### 예능
- 2020년 TRA 미디어 《가치드세요리》 - (특별 출연)

#### 라디오
- 2021년 경인방송 《나의 플레이리스트》 - 일일 DJ

### 영화
- 2021년 《리미트》 - 진수 역

### 광고
- 2020년 당진경찰서
- 2020년 한국공항공사 유실물

## 수상
- 2021년 대한민국 국회의원 표창